# 邿國
邿国，中国周代的小国。出土青铜器铭文作寺，春秋公羊传作诗。春秋左氏传记载，邿国在公元前6世纪中叶邿国内部出现动乱，一分为三。前560年夏，鲁国自称出兵救援邿国，就乘机吞并。《春秋》记载“取邿”，《左传》解释“取”就是说事情很容易。使用了大军叫做“灭’。虽得了国家，并不占有它的土地叫做“入”。而春秋公羊传却记载说当时“诗”是邾国的邑，被鲁国于前560年攻取。
20世纪90年代山东长清县仙人台发现邿国贵族墓地。

## 君主列表
- 邿伯，西周晚期人（《邿伯鼎》）。[3]
- 邿伯，春秋早期人。[3]
- 邿伯祀，春秋早期人（《邿伯祀鼎》）。[3]
- 邿公典，春秋中期人（《邿公典盤》）。[3]

## 人物
公族
- 邿季，邿國公族（《邿季鬲》）
- 邿造譴，亦稱邿譴（《邿造譴鼎》，《邿譴簋》）
- 邿召，邿國公族（《邿召簠》）

女性
- 邿子姜，邿公典夫人（《邿公典盤》）
- 邿妊，邿伯夫人（《邿伯鼎》）

## 相关條目
- 春秋左氏传
- 春秋公羊传